# 阿爾秋霍韋
51°35′27″N 33°22′15″E / 51.59083°N 33.37083°E
阿爾秋霍韋（烏克蘭語：Артюхове）是位於烏克蘭東北部的村莊，由蘇梅州科諾托普區的克羅萊韋茨市鎮負責管轄。該村距離莫斯季謝1.5公里，海拔高度134米，2001年該村落人口58。